# قطعنامه ۳۱۳ شورای امنیت
قطعنامه ۳۱۳ شورای امنیت سازمان ملل متحد که در تاریخ ۲۸ فوریه ۱۹۷۲ تصویب شد، سندی بین‌المللی دربارهٔ وضعیت خاورمیانه است. این قطعنامه طی نشست ۱٬۶۴۴ام
با ۱۵ موافق،۰ مخالف و۰ ممتنع تصویب شد.